# Kossi Agassa
Kossi Agassa (Lomé, Togo, 2 de juliol de 1978) fou un jugador de futbol professional que jugava de porter.
Va ser jugador de l'equip francès del Stade de Reims Champagne. Amb anterioritat va militar en les files de l'Hèrcules CF i al FC Metz francès, on s'hi va estar quatre temporades.
És també jugador de la selecció nacional del seu país i va jugar la Copa del Món d'Alemanya 2006. Va debutar amb la seva selecció en el Togo-Benin (6-9-98).
Va debutar en la Segona divisió espanyola de futbol en el partit Hèrcules-Málaga (0-1) el 27-8-2006.

## Internacional
Ha estat internacional amb la selecció de futbol de Togo, amb la qual ha jugat 54 partits internacionals.